# Выходцев, Иван Васильевич
Иван Васильевич Выходцев (3 сентября 1893, Боровское, Томская губерния — 31 марта 1971, Фрунзе) — советский ботаник, академик АН Киргизской ССР (1965).

## Биография
Родился 3 сентября 1893 в селе Боровском (ныне Алейский район, Алтайский край). В 1927 году окончил Томский университет. В конце 1920-х годов эмигрировал в Киргизию. С 1931-по 1943 год заведовал отделом кормодобывания Киргизского научно-исследовательского института животноводства, одновременно с этим с 1938-по 1941 год занимал должность заведующего Ботанического сада при комитете наук СНК Киргизской ССР. С 1944-по 1949 год занимал должность директора Биологического института Киргизского филиала, а с 1949-по 1952 год заведовал лабораторией этого же института. С 1952-по 1971 год занимал должность заместителя директора и заведующего лабораторией геоботаники института ботаники АН Киргизской ССР (с 1953 года — профессор).
Скончался 31 марта 1971 года в Фрунзе.

## Научные работы
Основные научные работы посвящены изучению растительного мира Киргизии. Автор свыше 42 научных работ.
- Руководил кормово-геоботаническими экспедициями по сбору материалов для составления геоботанической карты и характеристики пастбищ и сенокосов Киргизии.
- Составил около 20 региональных карт растительности.